# Ville ouverte

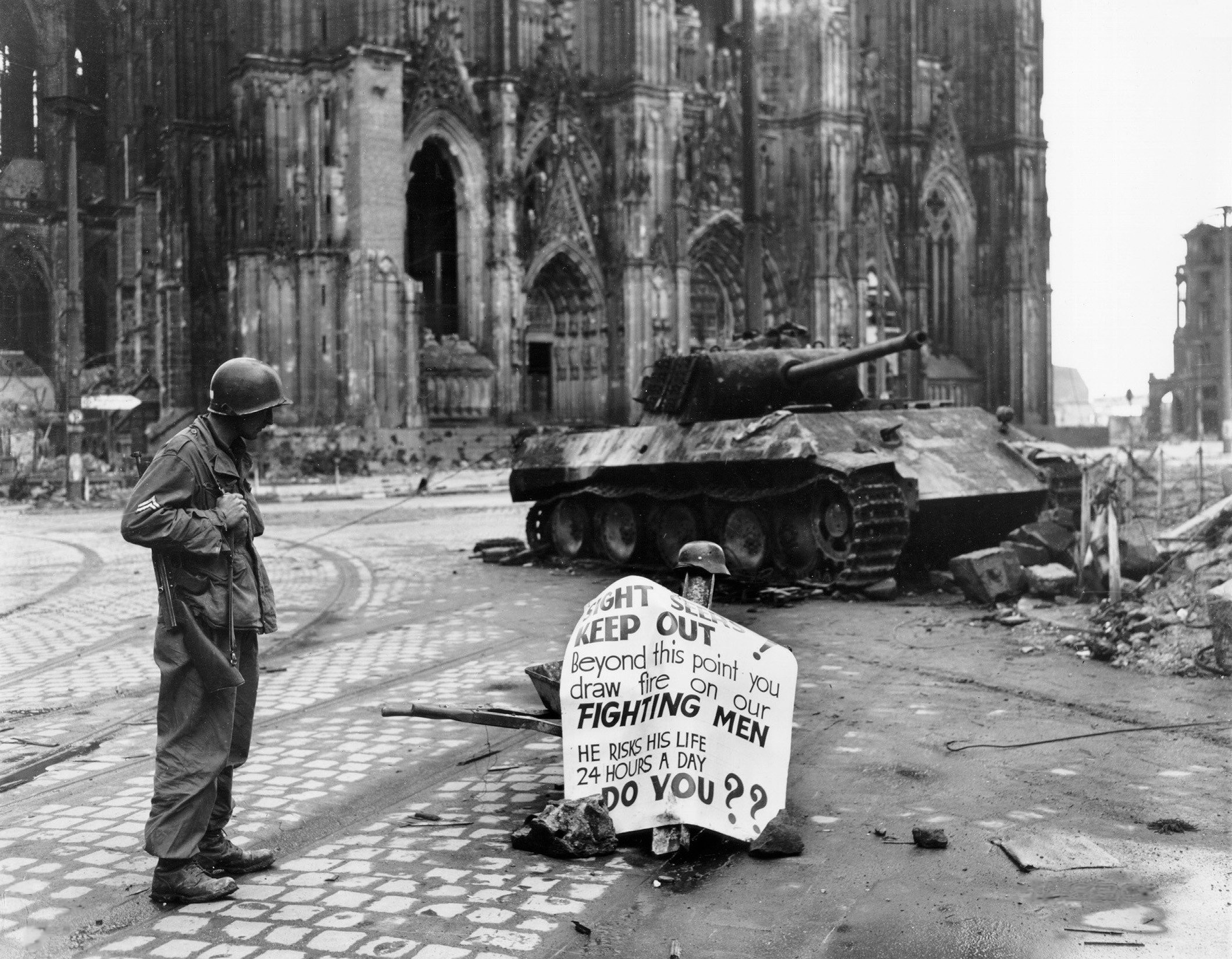
Dans une guerre totale : ville ouverte… ou ville ravagée. Panneau annonçant la proximité des lignes ennemies après la prise de la ville de Cologne par les Alliés en 1945.

En état de guerre, une ville ouverte  est une ville déclarée rendue sans combat afin de l'épargner de la ruine, par un accord explicite ou tacite entre les belligérants.
La question se pose lorsque la ville présente un intérêt historique ou culturel, ou bien compte tenu du nombre de civils présents parmi la population.
Une condition joue dans la balance : la ville ne doit pas présenter un intérêt stratégique dans le conflit en cours ; sa libération ne doit pas jouer dans son règlement final.
En général, les réfugiés de la région, au courant du havre représenté par une ville réputée épargnée par les bombes, affluent dans une ville ouverte.

## Quelques villes ouvertes
Parmi les villes déclarées ouvertes durant la Seconde Guerre mondiale ont figuré :
- Lyon en 1940[1] ;
- Oslo en 1940 ;
- Bruxelles en 1940 ;
- Paris en juin 1940 qui le fut également brièvement au moment de la débâcle de 1940 pour lui éviter le sort de Rotterdam. Le gouvernement français de Paul Reynaud se repliant à Bordeaux, laissait la capitale aux autorités civiles de la défense passive sans espoir d'assurer une ligne de défense (le plan rouge allemand, successeur du plan jaune, était à ce moment bien avancé) ;
- Belgrade en avril 1941 ;
- Penang en décembre 1941, après la retraite britannique à Singapour ;
- Rome le 10 septembre 1943 ;
- Chieti (dans les Abruzzes) ;
- Athènes déclarée ville ouverte par les autorités allemandes le 11 octobre 1944[2].
- Vienne le 2 avril 1945.

Le statut de ville ouverte lui assure sa sauvegarde : en revanche, les environs de Cologne, après les bombardements stratégiques lors de l'avancée des Alliés de l'autre côté du Rhin, furent de plus un enjeu de combats : au sortir de la guerre la cité rhénane était ruinée, il ne restait alors plus guère debout que la célèbre cathédrale (le Kölner Dom).
Les aspects géostratégiques jouent parfois uniquement : Manille fut abandonnée en 1942 par l'armée américaine, coupée de ses arrières, et déclarée ville ouverte. Y tenir une garnison ne représentait plus de sens après Pearl Harbor, compte tenu de l'avancée des armées de l'Empire du Soleil levant.

## Un statut de protection relatif

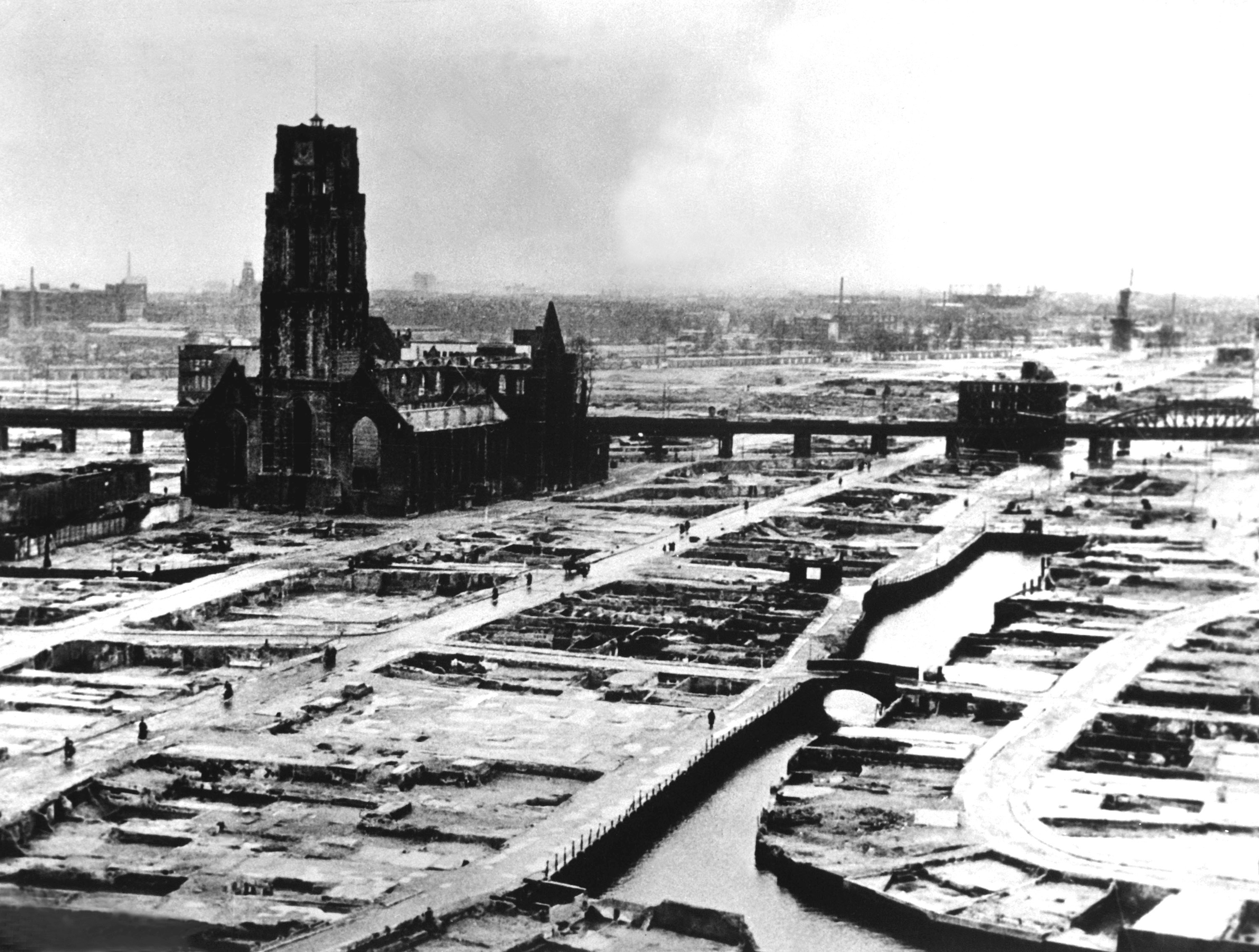
La Luftwaffe procède au bombardement de Rotterdam le 14 mai 1940 malgré la reddition de la ville par ses officiels.

Le statut conféré à la ville ouverte n'est pas inviolable, dans la mesure où bien des villes déclarées ouvertes furent néanmoins l'objet de bombardements. Théoriquement, la ville correspondant le plus à la définition devrait être Rome durant le second conflit mondial, du fait de la présence du Vatican, qui offrit à la capitale italienne le statut de ville sainte. Malgré cela, elle fut touchée par un dur bombardement de l'armée américaine le 19 juillet 1943.
On peut considérer qu'hormis ce fait la ville fut épargnée par les combats, qui se sont déroulés de manière décisive dans la région dans les ruines du monastère de Monte Cassino. Remontant la botte italique, les Alliés ont aussi négocié avec l'armée allemande et les autorités locales afin d'épargner également la ville de Florence ; il aurait été sacrilège pour le patrimoine architectural italien de risquer de voir toucher le Ponte Vecchio, symbole de la Renaissance si ce n'est de la ville tout entière.
De même, bien que les Allemands aient reconnu Belgrade ville ouverte, ils la bombardèrent en avril 1941 dans le cadre de la campagne des Balkans.